# 3GP
3GP est un conteneur vidéo et audio défini par le 3GPP et destiné aux téléphones mobiles de troisième génération (3G) ; il est aussi utilisé dans les smartphones (4G). C'est une version simplifiée du MP4. Les fichiers 3GP ont pour extension .3gp ou .3g2.
Ces fichiers sont lisibles sur un ordinateur en utilisant MPlayer, Media Player Classic, VLC media player, Totem, PVPlayer, QuickTime ou RealPlayer (liste non exhaustive).
Ils peuvent aussi être lus sur un téléphone mobile soit lors du téléchargement, soit après avoir été entièrement téléchargés.
Lors du téléchargement d'une vidéo sur YouTube en 144p, le format de cette vidéo est 3GP. La vidéo peut alors être de très mauvaise qualité, faisant croire à tort que le format 3GP est utilisé spécifiquement pour les vidéos de mauvaise qualité. Il s'agit simplement d'une alternative moins lourde aux formats FLV (240p, 360p, et 480p) et MP4 (720p HD et 1080p Full HD).